# The Four Saints
The Four Saints is een film uit 2005 onder regie van Jean-Pierre Isbouts.

## Het verhaal
The Four Saints is een waargebeurd verhaal over vier verpleegsters die tijdens de Eerste Wereldoorlog vlak bij de frontlinie een hospitaaltje opzetten om de gewonden te verplegen.

## Acteurs
- Lisa Barbuscia
- Famke Janssen
- Donald Sutherland